# Căng thẳng (tâm lý)
Căng thẳng, trong tiếng Anh là Stress, gốc là từ tiếng Latinh stringere nghĩa là "kéo căng". Ở người, căng thẳng thường được mô tả là một tình trạng tiêu cực hay tích cực có ảnh hưởng đến sức khỏe tinh thần và thể chất của người đó.
Theo tâm lý học giải thích thì đây là một cảm giác căng thẳng và dồn ép. Áp lực với cường độ thấp có thể là một điều tốt và thậm chí có lợi ích trong công việc và sức khỏe. Stress tích cực giúp tăng hiệu suất vận động thể thao. Nó cũng có vai trò trong động lực, thích nghi và phản ứng với môi trường xung quanh. Tuy nhiên với một lượng áp lực quá nhiều có thể dẫn đến nhiều vấn đề đối với cơ thể và điều đó có thể cực kì có hại.
Stress có thể từ bên ngoài và liên quan đến môi trường sống, nhưng cũng có thể được tạo ra từ sự nhìn nhận sinh bản thân dẫn đến lo âu hay các cảm xúc tiêu cực khác như dồn ép, không thoải mái quanh một tình huống mà sau đó họ sẽ cho là sự kiện áp lực.
Theo sinh lý học và sinh học, căng thẳng là một phản ứng của cơ thể sống đối với stressor (nghĩa là "căng thẳng nguyên") như là điều kiện môi trường hay một kích thích tố (stimulus). Căng thẳng là một phương thức mà cơ thể đáp ứng với các thách thức. Sau một sự kiện áp lực, cách cơ thể đáp ứng với căng thẳng là thông qua sự kích hoạt hệ thần kinh giao cảm dẫn đến đáp ứng căng thẳng cấp hay còn gọi là phản ứng đánh-hay-chạy.

## Tác động

### Tác động về mặt thể chất
Tình trạng stress kéo dài dẫn đến rối loạn chuyển hóa lipid, làm tăng cholesterol trong máu. Căng thẳng làm tăng tiết catecholamin mà chủ yếu là adrenalin, gây co mạch máu dẫn đến thiếu oxy ở tim và thành mạch, thiếu oxy ở các tổ chức.
Tăng catecholamin trong những điều kiện nhất định gây tình trạng thiếu oxy tổ chức, loạn dưỡng và hoại tử cơ tim, thành mạch.
Stress có thể gây ra nhiều căn bệnh
- Bệnh tâm thần kinh: mất ngủ, đau đầu, hoa mắt, chóng mặt, buồn phiền, cáu gắt, loạn trí nhớ, trầm cảm...
- Bệnh tim mạch: tăng huyết áp, nhồi máu cơ tim, tai biến mạch máu não, loạn nhịp tim, hồi hộp đánh trống ngực...
- Bệnh tiêu hóa: viêm loét dạ dày - tá tràng, chảy máu tiêu hóa, thủng dạ dày, tiêu chảy, khô miệng, chán ăn, ăn không tiêu, hơi thở hôi, rối loạn chức năng đại tràng...
- Bệnh tình dục: giảm ham muốn, di tinh, mộng tinh, giao hợp đau.
- Bệnh phụ khoa: rối loạn kinh nguyệt, rối loạn nội tiết...
- Bệnh cơ khớp: co cứng cơ, đau lưng, đau khớp, cảm giác kiến bò ở ngón tay, máy mắt, chuột rút, run rẩy...
- Toàn thân: suy sụp, mệt mỏi, dễ mắc các bệnh dị ứng hay bệnh truyền nhiễm.

### Tác động về mặt tinh thần
Song song với tác động về mặt thể chất, căng thẳng gây ra tác động cả về mặt tinh thần. Các biểu hiện của nó là:
- Hay quên, mất trí nhớ
- Căng thẳng, lo sợ
- Mất ngủ, run rẩy

## Giảm căng thẳng
Để tránh căng thẳng, chúng ta làm những cách sau:
- Nghỉ ngơi hợp lý và không nghĩ gì về công việc
- Hít thở sâu vào. Tốt hơn là hít thở ở nơi nhiều cây xanh như công viên
- Lên kế hoạch một ngày nghỉ cùng bạn bè, người thân và gia đình
- Không nên uống các chất kích thích, rượu bia, thuốc lá
- Sắp xếp công việc lại hợp lý hơn vừa làm việc vừa đủ thời gian xả hơi
- Phải bình tĩnh trước những khó khăn rồi sẽ từ từ giải quyết không vội vàng
- Có thể chơi với một con vật cưng cũng giảm đi một phần căng thẳng
- Ngủ nhiều và nơi ở thoáng mát
- Quan hệ tình dục an toàn lành mạnh, hoặc tự đáp ứng nhu cầu sinh lý.

## Thảo dược thông dụng
- bí ngô...giúp an thần, giải căng thẳng, bồn chồn, lo âu, stress...

## Tân dược thông dụng
- Thuốc thuộc nhóm benzodiazepine như Valium, Lexomil, Rivotril...giúp an thần, giải lo âu, bồn chồn, căng thẳng, stress(nhưng dùng dài ngày sẽ gây nghiện,nên thỉnh thoảng dùng khi thực sự cần thiết)

## Thực tập thiền
Thực tập hay thực hành-tập luyện thiền hằng ngày có thể giúp cho giảm stress, bình ổn thân và tâm, phòng ngừa nhiều bệnh tật.